# Bambole, non c'è una lira
Bambole, non c'è una lira è stato un programma televisivo italiano di genere varietà, trasmesso sulla Rete 1 in 6 puntate, dal 16 aprile al 21 maggio 1977 per la regia di Antonello Falqui e la direzione musicale di Gianni Ferrio. 

## Produzione
La trasmissione riproponeva il mondo dell'avanspettacolo per la platea televisiva, quattro anni dopo che Alberto Sordi aveva fatto la stessa operazione al cinema con Polvere di stelle. Lo stesso titolo era ispirato all'infausta frase che l'impresario (nello spettacolo interpretato da Tino Scotti) doveva dire alle ballerine quando gli incassi della serata erano stati insufficienti e dunque non potevano essere retribuite. Costituiva la battuta finale di tutte le puntate, le quali ripercorrevano cronologicamente i primi decenni del secolo, quando l'avanspettacolo era una forma diffusa di arte spettacolare. Non a caso nella puntata ambientata nel 1943, durante i giorni successivi allo sbarco delle truppe americane in Italia, la frase finale viene modificata in "Bambole, non c'è un'amlira".

## Interpreti e personaggi
Pippo Franco: Nando Sgabelloni, il comico 
Christian De Sica: Edo Edi, il giovane brillante 
Isabella Biagini: Isa Prima, la soubrette 
Loredana Bertè: Dory, la soubrettina, 
Leopoldo Mastelloni: Eolo Marini, il cantante-ballerino-porteur
Tino Scotti: il produttore Franzolini
Gianni Agus: il produttore Frangimei
Gianrico Tedeschi: il narratore/commentatore 
Nel corpo di ballo figurava anche un giovane Sergio Japino. Come ospiti hanno inoltre partecipato Bombolo e Mike Bongiorno con Edy Campagnoli.
Autori del programma furono, oltre allo stesso Antonello Falqui, Maurizio Costanzo, Gino Landi, Marcello Marchesi e Dino Verde.

## Accoglienza
Aldo Grasso così definisce la trasmissione: «attraverso le vicende di un'immaginaria compagnia squattrinata e sempre alla ricerca di finanziamenti (...) si scoprono le caratteristiche del teatro leggero con i suoi componenti fissi: la soubrette capricciosa ma essenziale per lo spettacolo, il giovane brillante, la "soubrettina" in grado di cantare, ballare e recitare anche senza vero talento ma bella di presenza, il comico che viene dalla gavetta e che riempie i "vuoti" tra un cambio di scena e l'altro, il cantante-ballerino-porteur e infine la coppia di produttori»